# Bhamdoun
Bhamdoun (en arabe : بحمدون) est une ville du Liban, située dans la vallée de Lamartine, près d'Aley et de Hammana et à 23 km de Beyrouth.
Elle est située à 1 000 m d'altitude sur la route Beyrouth - Damas.
De multiples hôtels de standing, d'innombrables restaurants et commerces en font un site très prisé des touristes essentiellement venus du golfe Persique.
La mer est à une demi-heure, des circuits sont proposés pour découvrir les alentours (le mont Liban, la Békaa, Baalbeck, Byblos, etc.)

## Monuments
- La synagogue de Bhamdoun, construite dans la première moitié du XXe siècle (aujourd'hui abandonnée).